# 駐日ウルグアイ大使館
駐日ウルグアイ大使館（ちゅうにちウルグアイたいしかん、スペイン語: Embajada del Uruguay en Japón、英語: Embassy of Uruguay in Japan）は、ウルグアイが日本の首都東京に設置している大使館である。

## 所在地
2023年3月30日より、下記の住所で運営されている。旧住所は「東京都港区西麻布4-12-24 興和西麻布ビル9階908号」であった
| 日本語     | 〒105-0012 東京都港区芝大門一丁目2-1 大門KSビル7階                       |
| スペイン語 | Edificio Daimon KS Piso 7, 1-2-1, Shibadaimon, Minato-ku, Tokio 105-0012 |
| 英語       | Daimon KS Building 7F, 1-2-1, Shibadaimon, Minato-ku, Tokyo 105-0012     |

## 大使
2022年7月15日より、ビクトリア・エウヘニア・フランコリーノ・エスレパクが特命全権大使を務めている。